# علامت تضمینی
علامت تضمینی، (به انگلیسی: certification mark) یا علامت تائیدی، علامتی است که صرفاً براساس استاندارد معین، مورد اسفاده قرار می‌گیرد. تفاوت این علامت با علامت جمعی این است که علائم جمعی تنها توسط مالک آن علامت مورد استفاده قرار می‌گیرد، در صورتی که علائم تائیدی ممکن است، توسط هر کسی که بتواند کالا و خدمات خود را با استاندارد تعیین شده مطابقت دهد، مورد استفاده قرار گیرد. همچنین استفاده کنندگان از علائم تضمینی یا تائیدی، الزامی به تولید محصولات در یک منطقه خاص جغرافیایی ندارند. به عبارت دیگر وابستگی به اقلیم، در این نوع علامت وجود ندارد. 

## نگارخانه

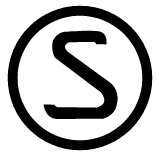
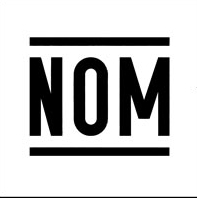
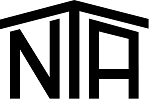